# شراكسة (حشرة)
الشراكسة (الاسم العلمي: Charaxes) هي جنس من الحشرات تتبع الفصيلة الحورائيات من رتبة حرشفيات الأجنحة.

## أنواع حشرة الشراكسة
- شراكسة صغرى
- شراكسة رائعة
- شراكسة بورنيونية
- شراكسة سلطانية
- شراكسة فاتحة
- شراكسة متقاربة
- شراكسة مختلطة
- شراكسة مؤنفة
- شراكسة نبيلة